# 造宮省
造宮省（ぞうぐうしょう）とは、宮城の造営・修理を掌る造宮卿（ぞうぐうきょう）を長とする令外官。大宝律令制定時（大宝元年（701年））に設置された造宮職（ぞうぐうしき）が、和銅元年（708年）に省に昇格したものである。

## 概要
律令制の確立する以前に造宮官（ぞうぐうかん）という官司が存在していた（設置時期は不詳）が、大宝律令が完成する直前の大宝元年7月27日（701年9月4日）に造宮職に改められた。その後、平城京への遷都構想が本格化した和銅元年3月13日（708年4月8日）に造宮省に昇格して初代造宮卿に大伴手拍（正五位上）が任命された。
八省の卿のうち、最も高い中務卿は正四位上であるにもかかわらず、造営卿の官位相当が最高で従二位とされ、また工事に動員された人士の監督のために造宮卿には大伴氏などの軍事を司ってきた氏族より任命されるなど、遷都に際して新しい宮殿の造営を重視していた。四等官の下には史生・将領・算師・工（長上・番上）などが属していた。なお、宮殿部分以外の都の整備や離宮の造営は別途の令外官司が設置されていた。
だが、桓武天皇による行政改革と長岡京遷都に向けた組織の再編成を目的として、延暦元年4月11日（782年5月27日）に勅旨省とともに廃止された。その後、平安京遷都時に藤原小黒麻呂を長官とする造宮職が復活したが、延暦24年（805年）の藤原緒嗣と菅野真道による「徳政相論」によって平安京造営が中止された際に廃止された。